# Centro italiano studi vessillologici
Il Centro Italiano Studi Vessillologici (CISV) è un'associazione di promozione sociale costituita a Torino nel 1972 con lo scopo di sviluppare e promuovere la vessillologia in Italia. La sede si trova a Modena, il presidente è Pier Paolo Lugli.

## Storia
Il CISV è stato costituito nel 1972 da una costola dell'Accademia di San Marciano di Torino, nata nel 1951, che aveva ospitato il IV Congresso internazionale della Federazione internazionale associazioni vessillologiche (FIAV). Il suo fondatore e primo presidente è stato Aldo Ziggioto.
Nel 1973 il CISV è stato ammesso alla FIAV e presentato durante il Congresso di Londra.
La prima bandiera del CISV è stata presentata e issata per la prima volta nel 1973, creata dallo stesso Aldo Ziggioto, in occasione del riconoscimento internazionale.
Nel 1974 è stata creata la rivista Vexilla Italica. I soci dell'associazione ricevono inoltre il bollettino Vexilla Notizie.
La prima riunione sociale, tenutasi a Milano, risale al 1989, a seguire nel 1996. Da allora, quasi tutti gli anni, il CISV organizza il proprio convegno.
Nel 1998 si inaugurarono due consuetudini relative ai convegni nazionali: la visita o la partecipazione di esperti di vessillologia (vessillologi) stranieri e la realizzazione di una bandiera specifica del convegno.
Nel 2024 si è tenuto il XXIX convegno nazionale a Pavia presso il Castello Visconteo.
Nel 2025 si è tenuto il XXX convegno nazionale a Bologna presso il Museo civico del Risorgimento. Contestualmente si è tenuta l'Assemblea dei Soci del CISV che ha riconfermato il Presidente Pier Paolo Lugli. Nel 2025 è stato intervistato da Radio24 durante il programma Reportage.

## Descrizione

### Scopo, finalità e attività
L'associazione non ha scopo di lucro e persegue finalità civiche, solidaristiche e di utilità sociale, mediante lo svolgimento in favore dei propri associati, di loro familiari o di terzi delle seguenti attività di interesse generale, avvalendosi in modo prevalente dell’attività di volontariato dei propri associati o delle persone aderenti agli enti associati:
- attività culturali di interesse sociale con finalità educativa;

- organizzazione e gestione di attività culturali, artistiche o ricreative di particolare interesse sociale, incluse attività, anche editoriali, di promozione e diffusione della cultura.